# Manuel Ribero y Hornos
Manuel Ribero y Hornos ocupó por seis meses el cargo de 29° gobernador del antiguo Territorio Nacional de Misiones del 19 de julio de 1946 al 20 de enero de 1947. Durante su breve mandato se iniciaron la construcción de escuelas en Oberá, Bonpland, Barrancón, Caaguazú, Olegario y Eldorado, junto con un nuevo hospital provincial en Posadas
Ya que los gobernadores eran designados por decreto presidencial, en muchos casos las designaciones se hacían fuera de término, por lo que la fecha de fin de mandato de un gobernador no combinaba con la del comienzo del sucesor. Para cubrir este intervalo se designaba interinamente a algún funcionario de la Casa de Gobierno.